# Drátenická skála
Drátenická skála (Dráteničky či Drátník; v minulosti též Juránkova skála) je kopec a přírodní památka poblíž obce Sněžné v okrese Žďár nad Sázavou v nadmořské výšce 715–776 metrů a tvoří největší dominantu centrální části Žďárských vrchů v kraji Vysočina. Chráněné území je v péči AOPK ČR – regionálního pracoviště Správa CHKO Žďárské vrchy.

## Předmět ochrany
Předmětem ochrany je vrcholová rulová skála v podobě mrazového srubu, která získala svou charakteristickou podobu v důsledku mrazového zvětrávání. Jedná se o 200 metrů dlouhý a až 35 m vysoký skalní hřbet, protažený ve směru od jihu k severu na vrcholu zalesněného kopce mezi vesnicemi Blatiny a Samotín. Skalní věže v jižní části hřbetu dosahují výšky 30–35 metrů, na severu jsou skály zhruba o polovinu nižší. Nejvyšší vrchol, označovaný též jako Drátenická skála, se zvedá do nadmořské výšky 776 metrů.

## Turismus a horolezectví
Drátenickou skálu velmi dobře znají především milovníci horolezectví. Nachází se zde velké množství těžších i lehčích horolezeckých tras, proto bývá skála obležená milovníky tohoto adrenalinového sportu. Někteří z nich zde v letních měsících i nocují. Na všech věžích jsou lezecké cesty vytyčeny převážně ve strmých až svislých západních stěnách skalního hřebene. Je zde i několik osamocených skalních věží – na severu jsou to Archa a Pagoda, asi 50 metrů západně od hlavního hřebene se nachází dvojitá věž Pašerák a Zastrčená skalka. Horolezecká činnost a údržba stávajících lezeckých cest je na Drátenické skále povolena v období od 1. července do 31. prosince daného roku. Pro nehorolezce je nejlepší přístup k vrcholu po ostrém hřebeni. Dostaneme se sem po červené turistické značce (vedoucí až na Žákovu horu) ze Sněžného a Blatin. Velmi snadný přístup je také po zelené turistické značka z obce Samotín.

## Galerie

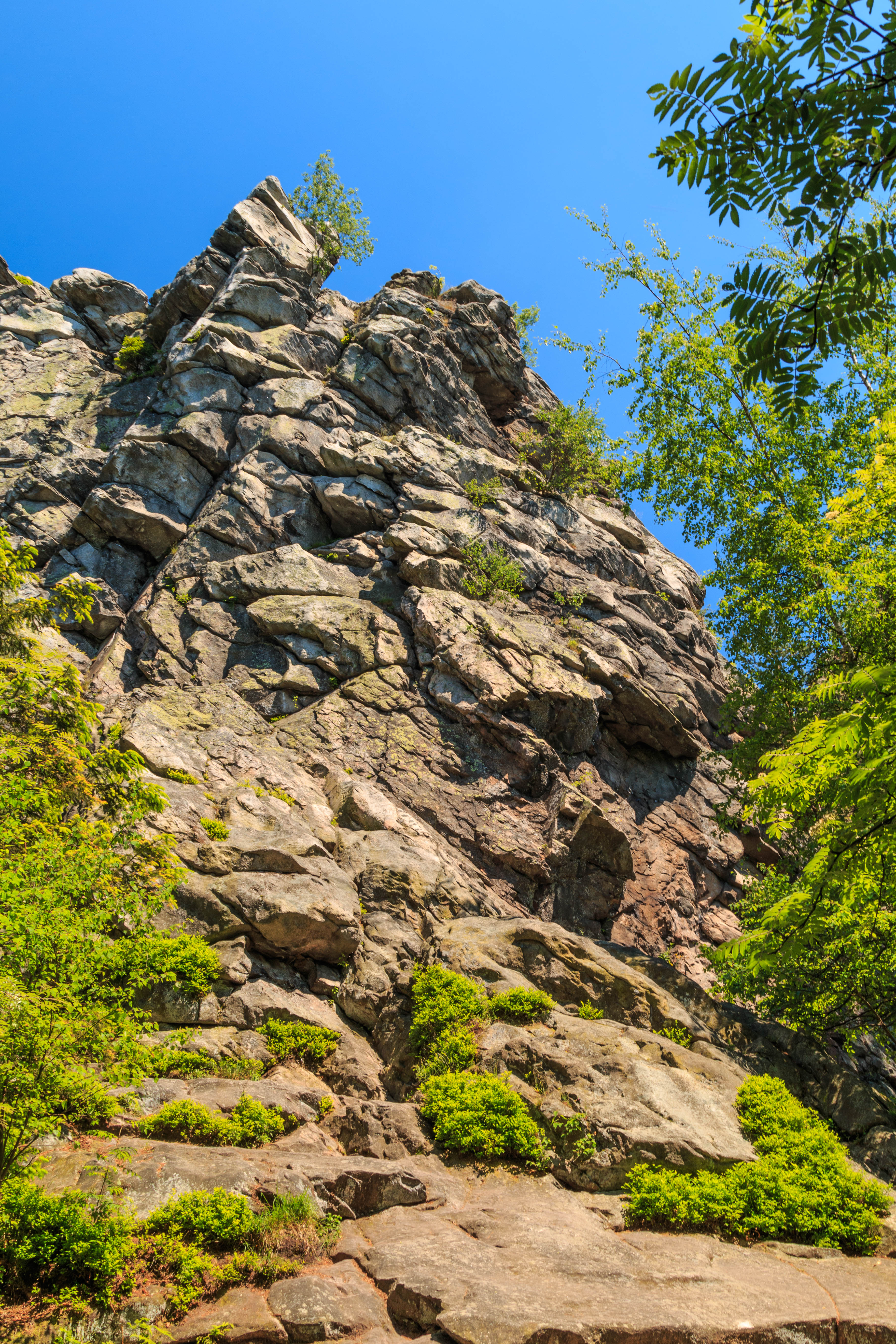
PP Drátenická skála
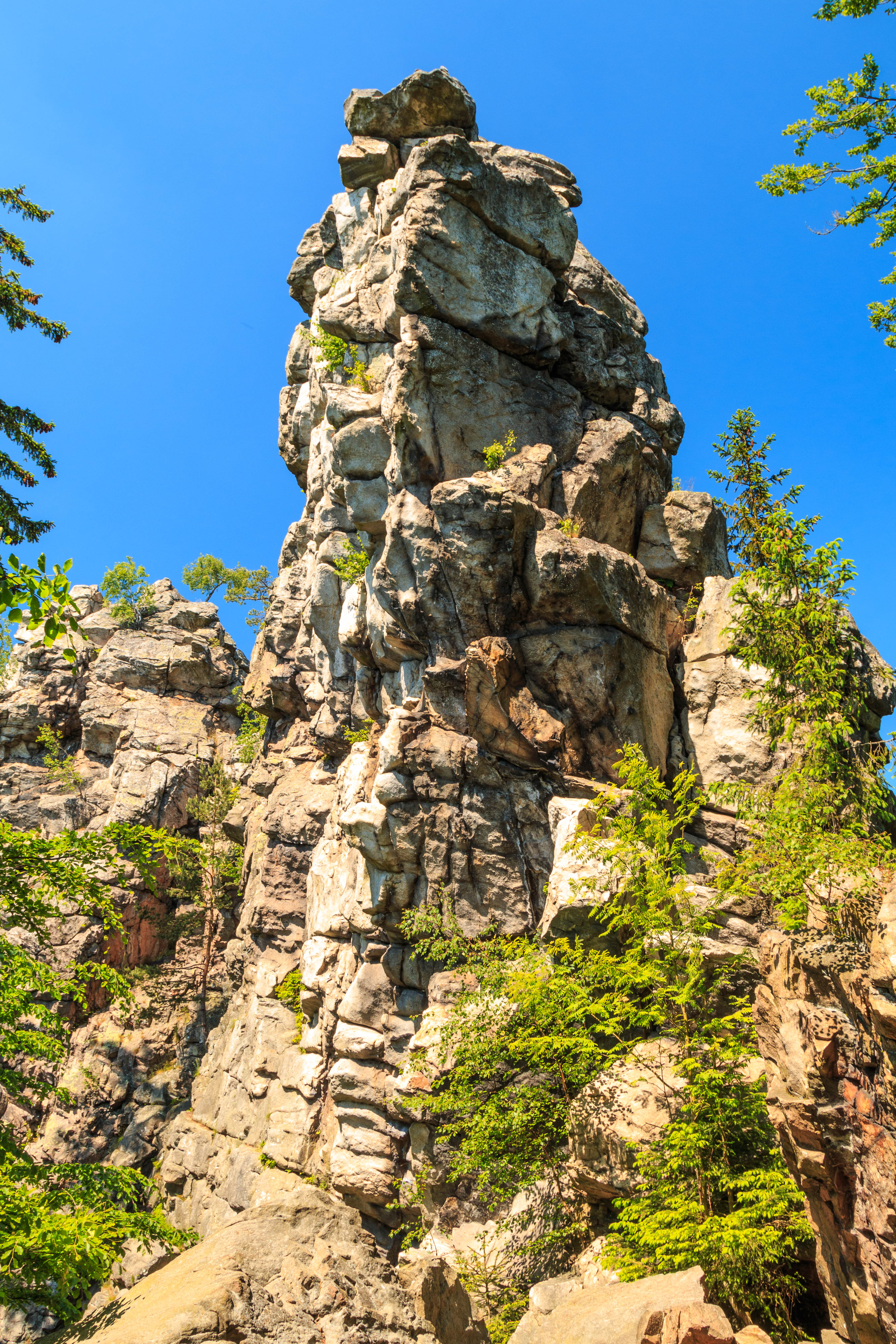
PP Drátenická skála
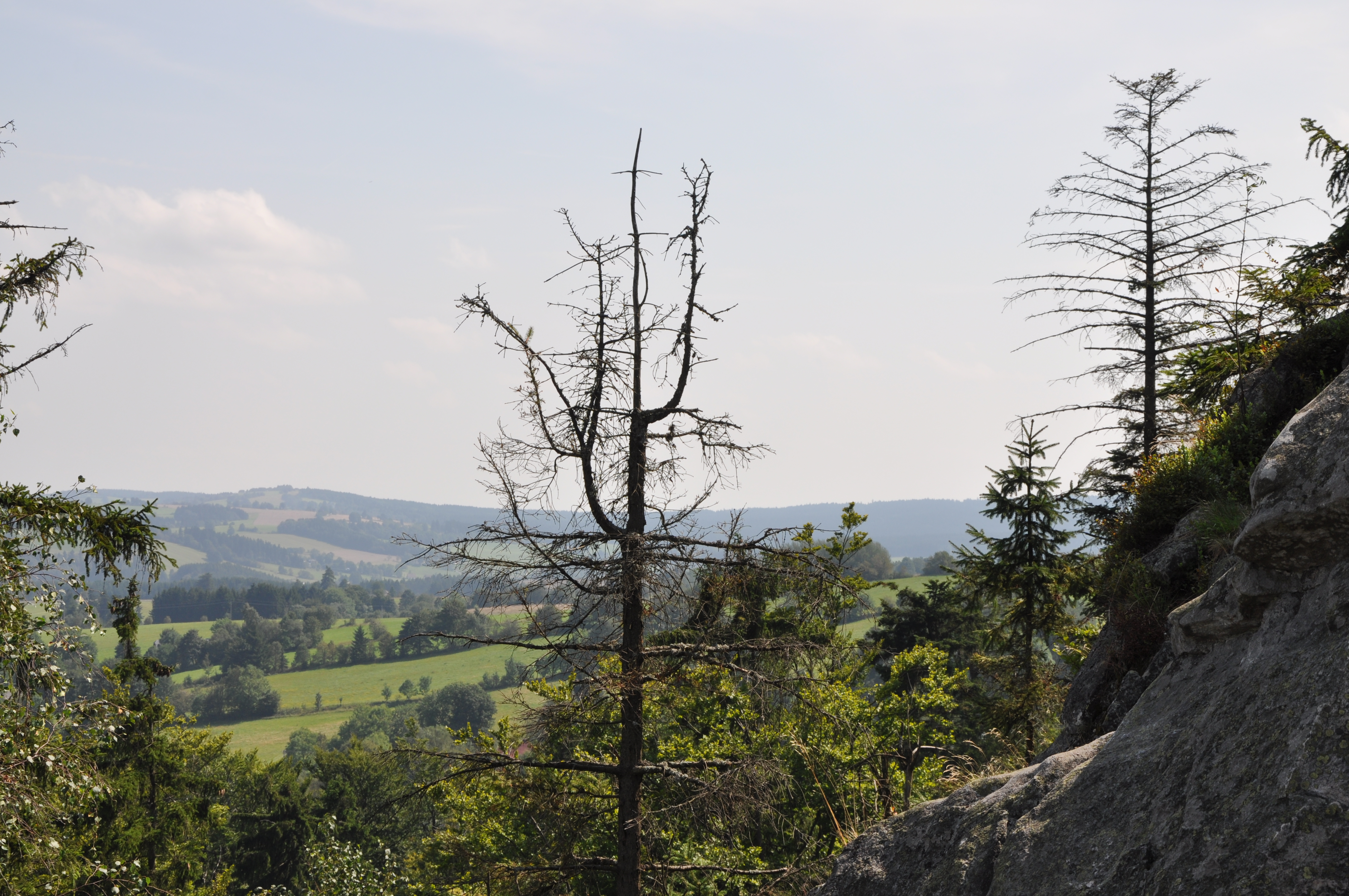
Pohled do krajiny
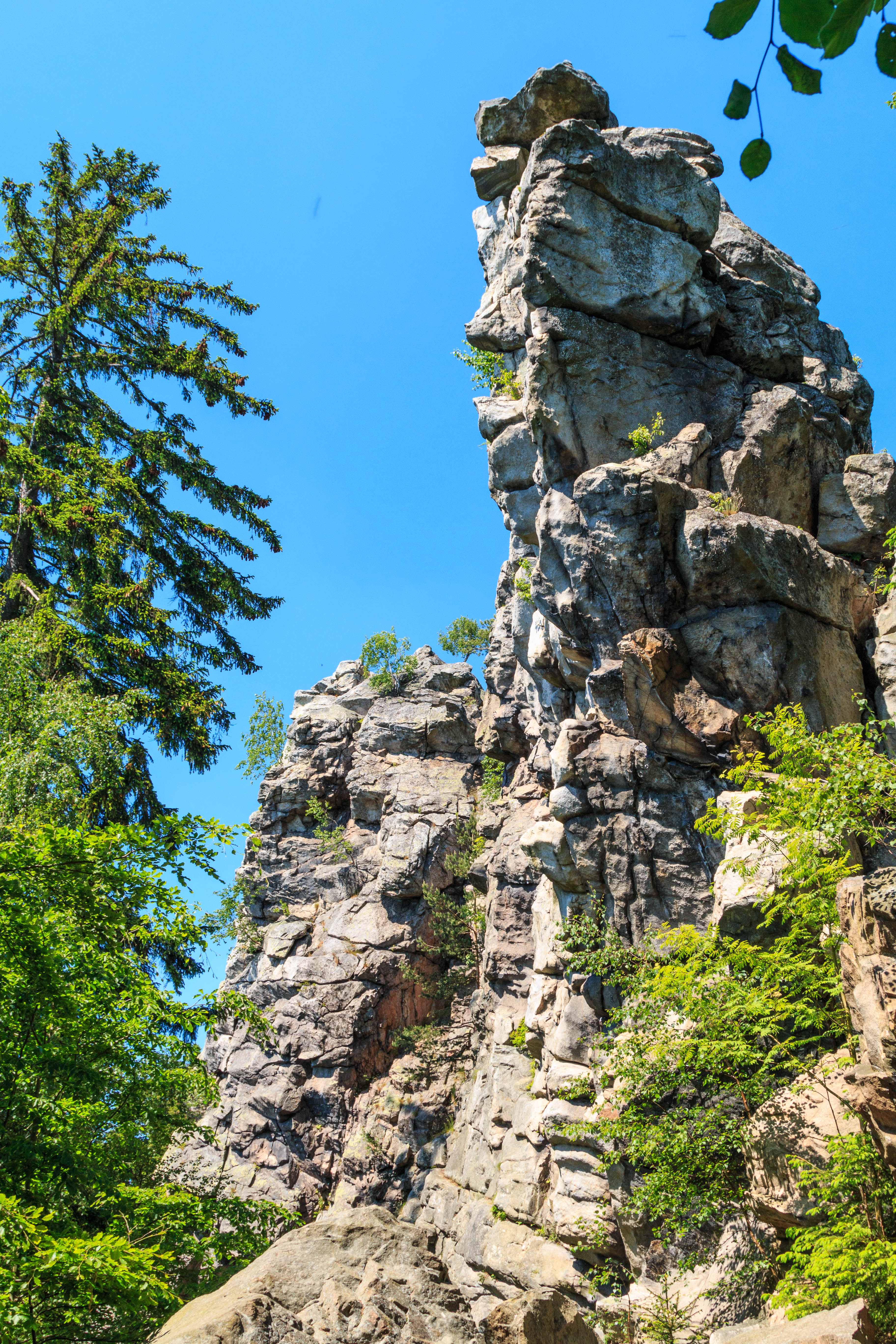
PP Drátenická skála
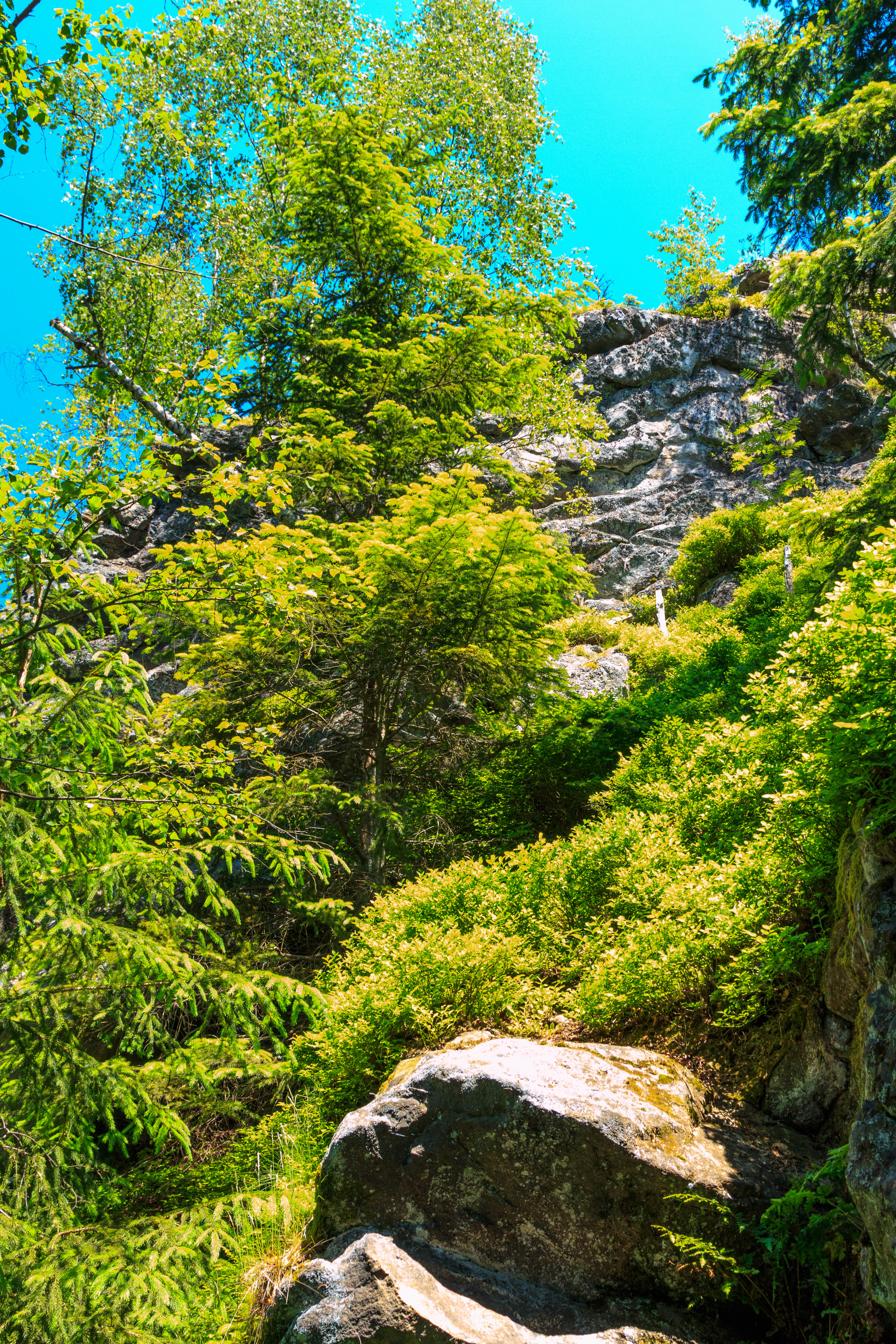
PP Drátenická skála
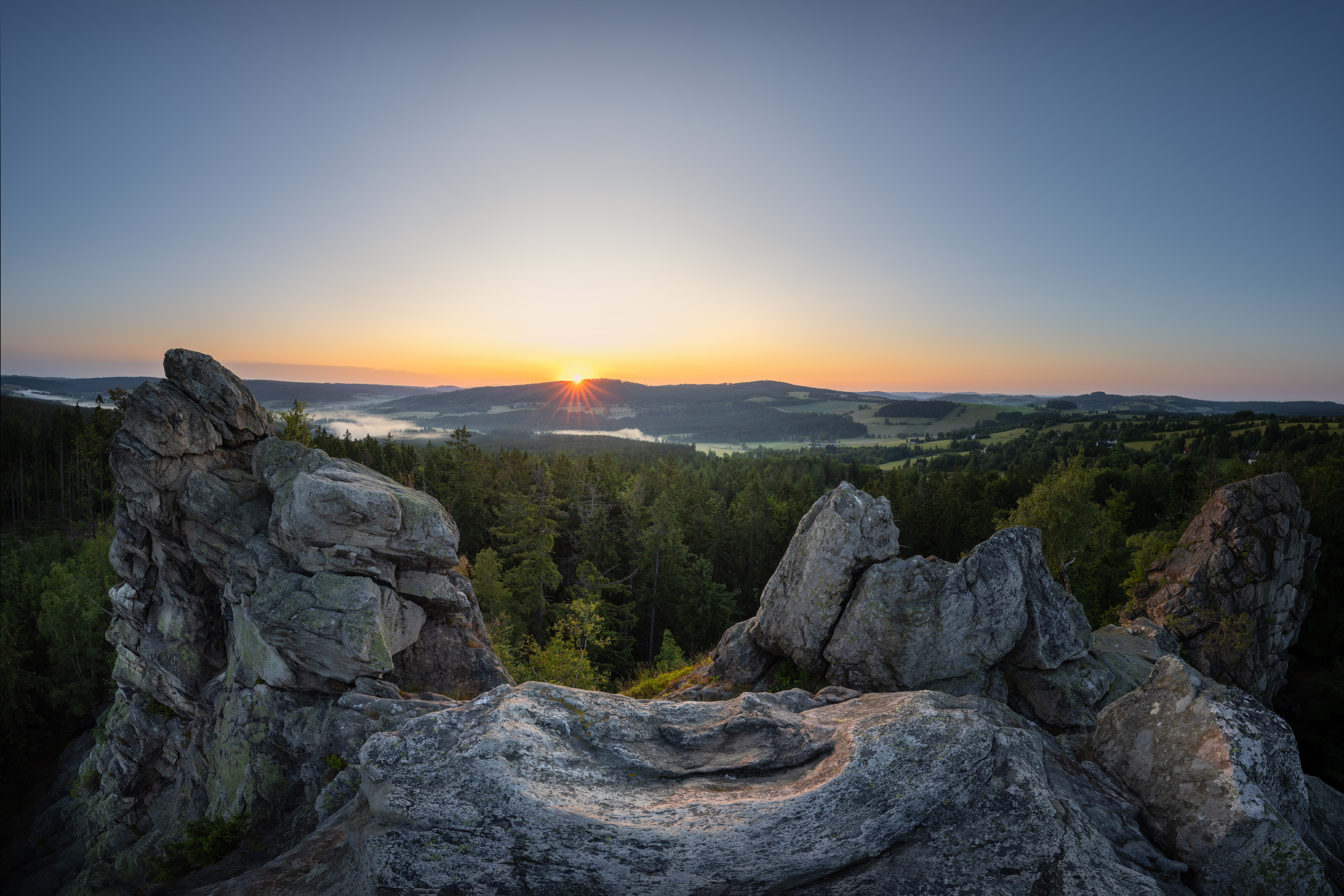
Drátenická skála při východu Slunce